# Царь Борис
«Царь Борис» — трагедия А. К. Толстого, написанная в 1870 году, заключительная часть драматической трилогии, в которую вошли также пьесы «Смерть Иоанна Грозного» (1866) и «Царь Фёдор Иоаннович» (1868). Напечатана была в том же, 1870 году, — в типографии Ф. С. Сущинского.

## Концепция и история создания
А. К. Толстой приступил к работе над пьесой в 1868 году. К этому моменту он серьёзно изменил свои творческие планы, отказавшись от написания пьесы «Дмитрий Самозванец», поскольку понял, что этот персонаж ему совершенно неинтересен (см. также Царь Фёдор Иоаннович (пьеса)#История создания). Напротив, всё больший интерес и симпатию автора вызывает Борис Годунов, который становится центральным персонажем окончательно оформившейся трилогии. Толстой представляет Бориса уже не просто талантливым честолюбцем, а выдающимся политиком, западником, предшественником Петра I. Борис в представлении Толстого стремится вернуть в Европу Россию, оторванную в результате монгольского нашествия. В феврале 1869 года Толстой высказывается в переписке: «И откуда это взяли, что мы антиподы Европы? Над нами пробежало облако, облако монгольское, но было это всего лишь облако, и пусть чёрт его умчит как можно скорее…»
Важный персонаж пьесы — жених царевны Ксении, герцог датский Христиан, сюжет о сватовстве которого выводится на один из первых планов пьесы. Дети царя на равных общаются с иностранцем, а тот рассказывает об общеевропейской доброй славе Бориса. Христиану противостоит жена Бориса, «дочь Малюты Скуратова», которая отрицательно относится к «басурманам». В заключительной части трилогии она становится заметным персонажем, а в предыдущих двух пьесах почти не упоминается — «Четырнадцать вот скоро лет молчала, Да не пришла ль пора заговорить?» На неё автор бросает и тень подозрения в отравлении Христиана.
Несмотря на свои положительные качества, Борис в представлении Толстого обречён. Над ним висит необоримый рок за совершённое злодеяние — убийство царевича Дмитрия. Начав правление как добрый и благочестивый государь, Борис становится тираном и в финале драмы гибнет, не в силах вынести тяжести раскаяния.
В пьесе «Царь Борис» Толстой позволяет себе ещё более вольно обращаться с историческими фактами, чем в других частях трилогии. В январе 1870 года он пишет «все эти отступления от истории сделаны мною вследствие убеждения, что никакая историческая драма без них невозможна и что они составляют неотъемлемое право и даже обязанность драматурга, иначе он писал бы не драму, но историю в диалогах». В частности, датский герцог Христиан в действительности носил имя Иоанн (Иоганн). Разделяя мнение Карамзина о вине Бориса в убийстве царевича Дмитрия, Толстой не считает, что Лжедмитрием был Григорий Отрепьев. Отрепьев показан как ничтожный бродяга-пьяница, ничего общего не имеющий с грозной фигурой, которая воплощает рок Бориса, но так и не появляется на сцене пьесы.

## Действующие лица
| - Царь Борис Фёдорович Годунов. - Царица Мария Григорьевна, его жена, дочь Малюты Скуратова. - Царевич Фёдор, царевна Ксения — их дети. - Царица Ирина Фёдоровна, во иночестве Александра, сестра царя Бориса, вдова царя Федора Иоанновича. - Царица Мария Фёдоровна Нагая, во иночестве Марфа, вдова Иоанна Грозного. - Христиан, герцог датский, жених царевны Ксении. - Гольк, Браге — eгo советники. - Семён Годунов, ближний боярин. - Князь Василий Иванович Шуйский. - Петр Фёдорович Басманов, боярин и воевода. - Фёдор Никитич Романов, Александр Никитич Романов, князь Репнин, князь Черкасский, князь Сицкий, князь Голицын, Салтыков — бояре. - Андрей Петрович Луп-Клешнин, во схиме брат Левкий. - Василиса Волохова, боярыня. - Афанасий Власьев, думный дьяк. - Воейков, воевода Тарский. - Дементьевна, барская барыня. - Ричард Ли, посол английский. - Миранда, папский нунций. | - Барон Логау, посол австрийский. - Лев Сапега, посол литовский. - Эрик Гендрихсон, посол шведский. - Авраамий Люс, посол флорентийский. - Гермерс, любский бургомистр, присланный от ганзейских городов. - Архимандрит Кирилл, посол иверский. - Лачин-Бек, посол персидский. - Челибей, посол турецкий. - Хлопко-Косолап, атаман разбойников. - Решето, Наковальня — его есаулы. - Митька, разбойник. - Посадский. - Мисаил Повадин, Григорий Отрепьев — беглые монахи. - 1-й, 2-й часовые. - 1-й, 2-й сыщики. - 1-я, 2-я, 3-я, 4-я бабы. - Врач. - Стрелецкий голова. |

Спальник, стольник, крилошанка, пристав. Бояре, боярыни, стольники, рынды, стрельцы, посольская свита, монахи, беглые крестьяне, разбойники, нищие, сыщики, слуги, народ.

## Сюжет и композиция
Пьеса состоит из пяти действий и четырнадцати картин (в первом действии две картины, в остальных — по три). В начале пьесы показан момент наивысшего торжества Бориса — он наконец венчается на царство, полон надежд и благих намерений, собираясь править «на тишину Руси, как царь Феодор, на страх врагам, как грозный Иоанн». Приём иностранных послов даёт широкий исторический и международный контекст событий пьесы, а Борис раскрывает свои взгляды и намерения. В беседе с принявшей постриг сестрой Ириной Борис отказывается посвятить свою жизнь покаянию и собирается править «Не под ярмом раскаянья согбен, Но полный сил, с подъятою главою». Если в пьесе «Смерть Иоанна Грозного» присутствуют две главные сюжетные линии, и нисхождение Грозного идёт параллельно с возвышением Годунова, то в заключительной части трилогии единственный главный герой — Борис. Разработка его образа продолжается на протяжении всей пьесы (он участвует в девяти картинах из четырнадцати). За это время проходит семь лет, события которых скомпонованы весьма произвольным, относительно исторической хронологии, образом.
В картине третьей, в беседе с детьми и Христианом, Борис ещё полон спокойствия: «Незыблем наш и твёрд стоит престол», однако слухи о самозванце доходят и до него. В смятении Борис решает, что раз одной любовью держать людей в повиновении не выходит, «Им гнев явить и кару я сумею!»
В картине шестой показано, как появляются и бурно растут слухи о самозванце, и Ксения прямо говорит отцу: «Тебя, отец мой,
Утратили мы все — ты стал не тот!» Казни и пытки не помогают, да и не могут помочь, что очевидно боярам, уже ощутившим, как зашатался престол Бориса (картина седьмая, сцена в доме Фёдора Никитича Романова). Так, Репнин замечает «Да разве Он казнями кого переуверит?» а хитроумный Шуйский (будущий царь) отвечает «Пускай казнит; мешать ему не надо». Шуйский подначивает Бориса на усиление репрессий и царь легко поддаётся его влиянию (картина восьмая). Шуйский с удивлением восклицает «Святая простота!» и тоже признаёт что Борис сильно изменился, утратил ловкость в делах, стал боязливым и вспыльчивым.
Жених Ксении Христиан также понимает, что дело Годунова проиграно и в отчаянии пытается уговорить Ксению бежать с ним. В споре о том, мыслимо ли подозревать Бориса в убийстве, Христиан восклицает что эта мысль «От лобных мест кровавыми ручьями В меня влилась!» Жаркий спор с Ксенией и подошедшим Фёдором едва не заканчивается схваткой, но Христиан отбрасывает саблю и вскоре падает, сражённый неведомым «дурманом». В картине одиннадцатой он умирает, и хотя причина смерти не названа явно, царице Марии ещё во втором действии приближенная боярыня Волохова обещает: «Потом его и силу Мы сокрушим. Есть корешок такой».
Сомнения одолевают Бориса, он и сам начинает думать, что царевич мог спастись, но царица в сцене с Марией Нагой (инокиней Марфой) и боярыней Волоховой (причастной к гибели царевича, мамкой которого она была), убедительно показывает — та доподлинно знает, что сын её умер и движима желанием отомстить убийце: «Мой сын Тобой убит. Судьба другого сына Послала мне — его я принимаю!» Борис просит Марфу одуматься: «Молчанием своим Усобице откроешь ты затворы, Тьма бед, царица, по твоей вине, Падёт на Русь!» Собственная судьба уже меньше волнует Бориса. Умоляя врача спасти Христиана он говорит «Послушай! Жизнь его Мне собственной моей дороже жизни!» Но Христиан умирает, и с ним умирают планы Бориса восстановить «расторгнутую цепь Меж Западом и русскою державой!»
Бориса мучит бессонница, он понимает, что «я, как грозный некогда Иван, Без отдыха мятусь». Ему невыносима мысль, что преступление было совершено напрасно. В последней попытке удостовериться в смерти царевича Дмитрия Борис встречается с постриженным в схиму боярином Клешниным, проводившим следствие в интересах Бориса и тоже терзаемого призраками прошлого. Тот подтверждает смерть царевича и советует Борису сложить царский венец, но царь гордо отвечает: «С судьбой бороться буду Я до конца!» Приходит весть о победе над войском Лжедмитрия. Борис, понимая что его силы на исходе, решает воспользоваться моментом и немедленно венчать на царство сына Фёдора. Фёдор не соглашается и делится с отцом своими сомнениями о том, не истинный ли царевич самозванец. Борис вынужден раскрыть свою тайну, Фёдор в ужасе отшатывается от него и Борис делится с ним своей последней надеждой:
Ты чист и бел. Тебя
От прикасанья зла предохранить
Мне удалось. Господь твою державу
Благословит.
Борис признаётся, что обессилен и измучен всеобщей ненавистью, он просит у сына «приветного слова», но тот лишь, после паузы, просит прощения и уходит.

В последней картине показан пир, на котором бояре практически открыто печалятся о победе Басманова и обсуждают, как поступить с детьми Бориса после воцарения самозванца. Последними своими силами Борис заставляет всех присутствующих присягнуть Фёдору и подводит итог: 
Вам ясен долг — Господь карает ложь —
От зла лишь зло родится — всё едино:
Себе ль мы им служить хотим иль царству —
Оно ни нам, ни царству впрок нейдёт!
Объявив Фёдора царём, Борис умирает. О последующих событиях и участи детей Бориса пьеса умалчивает. Помимо сцен из жизни высшей знати, одна картина посвящена разбойничьему стану, где появляются герои из «Князя Серебряного» как дань Толстого «мечтаниям своей молодости». В картине «Красная площадь с Лобным местом» также присутствуют сцены из народной жизни. В пьесе упоминаются отмена Юрьева дня и смягчение пошлин для иностранных купцов (что досадно купцам московским) но, в целом, падение Бориса не выглядит проявлением мощных социальных движений. Борис, по словам Толстого, погибает в бою с призраком своего преступления, а не в результате действий «взбунтовавшейся черни», как, например, в трагедии Пушкина.

## Сценическая судьба
Впервые пьеса вышла в 1870 году в «Вестнике Европы», а затем, уже весной того же года — отдельным изданием. Если в процессе работы Толстой считал, что «Царь Борис» получается лучше, чем предыдущие две части трилогии, то в ноябре 1869 года он вынужден признать: «Скажу Вам, себе самому в ущерб, что, по моему мнению, „Фёдор“ лучше и „Царя Бориса“, по крайней мере мне он больше по сердцу». В отличие от пьесы «Царь Фёдор Иоаннович», «Царь Борис» благополучно прошёл цензуру и был разрешён к постановке, однако автор уже не увидел пьесу на сцене.
Первая постановка состоялась в Москве в 1881 году. В 1890 году в Эрмитажном театре состоялась постановка драмы, в которой принимали участие великие князья императорской фамилии. В 1898 году Александринский театр поставил пьесу, в а 1900 году возобновил постановку. В 1899 и 1902 годах «Царь Борис» шёл в Малом театре. В 1978 году пьеса была поставлена Р. С. Агамирзяном в Академическом драматическом театре, завершив постановку трилогии (в 1972 году был поставлен «Царь Фёдор Иоаннович», а в 1976 — «Смерть Иоанна Грозного», всё в режиссуре В. С. Суслова). В 1993 году «Царь Борис» был вновь поставлен в Малом театре (режиссёр-постановщик В. М. Бейлис), а после 1995 года зритель получил возможность на сцене Малого театра в течение трёх вечеров увидеть все части «Драматической трилогии» А. К. Толстого. 20 лет спустя после первой постановки «Царь Борис» оставался в репертуаре Малого театра, в отличие от двух других частей.
Первые театральные постановки «Царя Бориса» были менее успешными по сравнению с двумя другими пьесами трилогии. По мнению В. И. Новикова, причина в том, что «слишком тенденциозная пьеса скорее рупор авторских идей и по-настоящему глубоких характеров здесь нет».